# Мала Села (Літія)
Мала Села (словен. Mala sela) — поселення в общині Літія, Осреднєсловенський регіон, Словенія. Висота над рівнем моря: 590,9 м.